# BelGee
СЗАТ «БЕЛДЖІ» — білорусько-китайське спільне підприємство по збиранню китайських легкових автомобілів Geely. Одне з двох підприємств зі складання легкових автомобілів у Білорусі (друге — Юнісон). Розміщено на орендованих площах ВАТ «Борисовський завод Автогідропідсилювач» під  Борисовом.
Планована потужність — 60 тис. автомобілів на рік.
При запуску виробництва спочатку ставка робилася на продаж «білоруських китайців» до Росії.
Збірка не локалізована. Незважаючи на те, що згідно з вимогами  Митного союзу передбачена локалізація 30 % до 2015 року і 50 % до 2018 року, БЕЛДЖІ авансом отримав статус авто з 30 % локалізацією. Авансовий статус наданий після особистої обіцянки Олександра Лукашенка, що локалізація буде доведена до 30 % до 2017 року.
На 2014 рік 50 % акцій компанії належить ВАТ «БелАЗ», 32,5 % — китайській корпорації Geely Automobile, 17,5 % — СЗАТ «Союзавтотехнологіі».

## Історія
СЗАТ «БЕЛДЖІ» створено 23 грудня 2011 року на підставі меморандуму про співпрацю Мінпрому Республіки Білорусь і компанії  Geely. У березні 2012 року був укладений інвестиційний договір, згідно з яким загальний обсяг інвестицій у проект склав $ 244,9 млн.

### 2013
З 2013 року виробляє автомобілі методом  великовузлового складання, виробнича потужність — 10 000 одиниць на рік. У лютому був зібраний перший автомобіль — седан Geely SC7, у березні стартував продаж, і до травня було вже продано близько 30 автомобілів. Початковий штат становив 57 осіб.
23 жовтня 2013 почалася збірка кросовера Geely Emgrand X7, а з грудня ці машини почали поставлятися в Росію.
У жовтні 2013 року штат підприємства вже становив 128 осіб.
За підсумками року на Борисовському заводі вироблено 2473 автомобілів, з них 1730 — седани SC7 і 743 — кросовери EX7. Усього за 2013 рік продано 1 715 автомобілів. Експорт на Росію — 235 штук. Продажі на білоруському ринку почалися за підсумками року склали 465 автомобілів. У Казахстан було експортовано 1015 автомобілів.
У Білорусі більшу частину автомобілів придбали держструктури, так найбільшим оптовим покупцем стало  МНС (58 машин), при цьому кілька сотень автомобілів реалізувати не вдалося, і їх розмістили на одній з охоронюваних стоянок за містом.

### 2014
План на 2014 рік був озвучений в 10-15 тис. екземплярів. 3 квітня 2014 розпочато складання третьої моделі з назвою LC-Cross, партію в 120 одиниць зібрали за три дні. Штат заводу досяг 250 працівників.
Для стимулювання продажів автомобілів підприємства, влада з 1 березня 2014 року встановили ряд преференцій для БелДжі: звільнили від сплати утилізаційного збору при реалізації машин у Білорусі; ввели нові вимоги до автомобілів таксі, явно прописані під модель, яка збирається БелДжі, що відразу дало результати: так у фірми таксі «Алмаз» влітку з'явилося 40 автомобілів БелДжі.
Одночасно тривали держзакупівлі автомобілів БелДжі: так у 2014 році 265 автомобілів моделі SC7 були поставлені МВС.
За перші два роки (2013—2014) продано 3 тис. автомобілів на внутрішньому ринку і ще 7 тис. на зовнішньому.
Однак, за підсумком 2014 року конкретні цифри випуску і продажів підприємством не були озвучені, лише заявлено, що "в порівнянні з 2013 роком збірка збільшена в більш ніж 3,5 рази, продажу на внутрішньому ринку склали 25 % від всього обсягу реалізації, а на Росії було продано 55 % від усього обсягу".
При цьому з відкритої статистики відомо, що на внутрішньому білоруському ринку в 2014 році Geely зайняла 7-ме місце з 1841 проданим автомобілем; і багато в чому завдяки одній з трьох зібраних моделей (седан SC7), яка зайняла 4-те місце на ринку з результатом 1238 проданих автомобілів, при тому що «паркетників» Geely Emgrand X7 було продано 453 одиниць, а запущеної в цьому році в збірку моделі LC-Cross було продано 150 одиниць. З огляду на, що продажі на місцевому ринку — це 25 % обсягу, а також заяву, що за два роки компанія продала загалом 10 тис. автомобілів. Число зібраних 2014 року одиниць не перевищує 7,5 тис.

### 2015
На 2015 рік план був встановлений у 12 000 одиниць, з них на внутрішньому ринку планувалося продати не менше 3 тис. одиниць.
Також, на 2015 рік було анонсовано початок складання компактного хетчбека SC5-RV.
У кінці липня 2015 року підприємство призупинило роботу, працівники відправлені в оплачувані відпустки. При цьому було заявлено, що протягом серпня збірка проводиться не буде «-у зв'язку з проведенням планових профілактичних робіт по сервісу і ремонту технологічного обладнання цеху складання, а також з підготовкою виробництва до випуску нових моделей».
Фактично було реалізовано 5096 автомобілів.

### 2016
У 2016 році продажі склали 5721 автомобіля, з них в Білорусі продано 976 автомобілів, на Росії — 4 745 автомобілів
Відкрився 17 листопада 2017 р

### 2017
Було зібрано 5 тисяч машин.

### 2018
За перші п'ять місяців 2018 року в Білорусі було реалізовано 558 автомобілів, на Росії — 406 автомобілів.

### Перспективи
Станом на 2015 рік на схід від Жодино ведеться будівництво  заводу на території в 118 га, на краю Борисівського району, на відстані декількох кілометрів від Жодино. Планується, що на заводі потужністю 60 тис. одиниць на рік буде організовано виробництво методом дрібновузлового складання (CKD) із застосуванням технологічного процесу зварювання і фарбування кузова. Термін реалізації першої черги проекту — 2017 рік. До цього часу планується довести рівень локалізації до 30 %, а до липня 2018 року — до 50 %. Вартість першої черги заводу складе близько 330 млн дол.
Запуск другої черги збільшить продуктивність до 120 тисяч, число працівників досягне 1,9 тис. осіб. 90 % продукції намічено експортувати.

## Виробництво
Машинокомплекти надходять з Китаю морським шляхом в литовський порт Клайпеда, звідки по суші доставляються в Борисов. Збірка SKD-комплекту (кузов на шасі з кріслами, кермом, панеллю керування, без коліс і ходової частини) починається з гальм, на складання одного автомобіля 35 робочим потрібно 12 хвилин.

## Цікаві факти
- Напередодні офіційного відкриття білорусько-китайського підприємства, керівництво ухвалило рішення освятити складальний конвеєр.